# Manuel Ausensi
Manuel Ausensi y Albalat (Barcellona, 8 ottobre 1919 – Creixell, 1º settembre 2005) è stato un baritono spagnolo.

## Biografia
Studiò a Valencia ed esordì al Tivoli Theater di Barcellona nel 1946. Già l'anno successivo fece l'importante debutto con Anna Bolena al Gran Teatre del Liceu della capitale catalana, che fu il suo teatro d'elezione e dove si esibì per tredici stagioni consecutive.
La carriera si sviluppò inoltre a livello internazionale: Gran Bretagna, Italia, Stati Uniti, Messico, Argentina.
Il repertorio fu rivolto in particolare a Verdi (Rigoletto, La traviata, Un ballo in maschera, Il trovatore), Puccini (La bohème), Rossini (Il barbiere di Siviglia), Bellini (I puritani), con alcuni titoli anche del settecento di Mozart e Cimarosa.
Fu inoltre uno dei più noti e assidui interpreti di Zarzuela degli anni cinquanta e sessanta, di cui ha lasciato numerose testimonianze discografiche. Si ritirò dalle scene nel 1973. Nel 1997 gli fu conferita la Creu de Sant Jordi.

## Discografia

### Incisioni in studio
- Il barbiere di Siviglia, con Teresa Berganza, Ugo Benelli, Fernando Corena, Nicolai Ghiaurov, dir. Silvio Varviso - Decca 1964

### Registrazioni dal vivo
- La bohème, con Renata Tebaldi, Gianni Poggi, Giulio Neri, Ornella Rovero, dir. Ugo Rapalo - Barcellona 1954
- Un ballo in maschera, con Margherita Roberti, Giuseppe Di Stefano, Oralia Dominguez, dir. Renato Cellini - Città del Messico 1960
- I puritani, con Leyla Gencer, Gianni Raimondi, Ferruccio Mazzoli, dir. Argeo Quadri - Buenos Aires 1961
- La traviata, con Anna Moffo, Giuseppe Di Stefano, dir. Nicola Rescigno - Città del Messico 1961